# Ө
La Ө, minuscolo ө, è una lettera dell'alfabeto cirillico, chiamata o barrata o ö; è una О con una linea orizzontale che la taglia a metà.
Nonostante abbia una forma simile, non è imparentata con la lettera greca theta (Θ, θ), né con la lettera cirillica arcaica fita (Ѳ, ѳ). Viene usata in mongolo, kazaco, in calmucco ed in kirgiso, in cui rappresenta la vocale semi-aperta arrotondata /œ/. In kazaco può rappresentare anche il dittongo /wʉ/.